# Velmi nebezpečné známosti 2
Velmi nebezpečné známosti 2 (v anglickém originále Cruel Intentions 2) je americký film z roku 2000, druhý snímek ze série Velmi nebezpečné známosti. Režisér Roger Kumble jej natočil podle vlastního scénáře, jako dějově předcházející prequel ke svému předchozímu snímku Velmi nebezpečné známosti. Sebastiana Valmonta tentokrát ztvárnil Robin Dunne, jeho nevlastní sestru a panovačnou sokyni Kathryn Merteuilovou Amy Adamsová.
Film vznikl jako součást zamýšleného seriálu televize Fox Manchester Prep. Z něj však byly kompletně natočeny pouze dva díly. Když totiž televize ohlásila svůj záměr, vyobrazovaná sexuální lačnost náctiletých protagonistů vyvolala mediální kontroverze a seriál byl stažen ještě před odvysíláním úvodních dílů. Z nich pak vznikl tento film, uvedený rovnou jen do videodistribuce.

## Obsazení
| Robin Dunne        | Sebastian Valmont                  |
| Sarah Thompsonová  | Danielle Shermanová                |
| Keri Lynn Prattová | Cherie Claymonová                  |
| Amy Adamsová       | Kathryn Merteuilová                |
| Barry Flatman      | ředitel Sherman, otec Danielly     |
| Mimi Rogersová     | Tiffany Merteuilová, matka Kathryn |
| Teresa Hillová     | Lilly                              |
| Barclay Hope       | pan Felder                         |
| Tane McClure       | Bunny Claymonová                   |
| David McIlwraith   | Edward Valmont, otec Sebastiana    |